# Rhinochimaera africana
Rhinochimaera africana é uma espécie de peixe da família Rhinochimaeridae.
Pode ser encontrada nos seguintes países: China, Japão, Moçambique, África do Sul e Taiwan.
Os seus habitats naturais são: mar aberto.
Está ameaçada por perda de habitat.